# 大石头站
大石头站（： Daeseogduyeog）是位于吉林省延边朝鲜族自治州敦化市大石头镇的一个铁路车站，邮政编码133702。车站建于1932年，有长图铁路经过该站，现办理客货运业务，车站及其上下行区间均未电气化。车站距离长春站362公里，隶属沈阳铁路局，是三等站。